# Jean-Michel Basquiat

Jean-Michel Basquiat (1984)

Jean-Michel Basquiat ([basˈkja] * 22. Dezember 1960 in New York City; † 12. August 1988 ebenda) war ein US-amerikanischer Künstler, Maler und Zeichner. Er war der erste afroamerikanische Künstler, der in der hauptsächlich weißen Kunstwelt den Durchbruch schaffte. 
Der gängigen Einordnung als Graffitikünstler widersprach Basquiat: „Ich bin kein Teil der Graffitikunst.“ Bis heute polarisiert er bei der Bestimmung seines Stellenwertes in der Kunstgeschichte.

## Leben

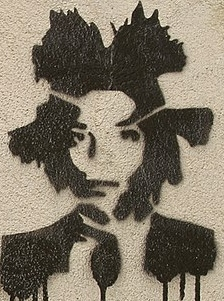
Graffito Jean-Michel Basquiat

Jean-Michel Basquiat wurde ein Jahr nach dem Tod seines Bruders Max (1959) als zweiter Sohn von Matilda Basquiat, deren Familie aus Puerto Rico stammte, und Gérard Basquiat, der in den fünfziger Jahren Haiti verlassen hatte, geboren. Mit vier Jahren lernte er lesen und schreiben. Seine an Kunst interessierte Mutter, die selbst malte und zeichnete, besuchte mit ihm das Brooklyn Museum, für das er eine Jahreskarte bekam. Seine Familie gehörte der aufstrebenden Mittelschicht an und konnte es sich leisten, ihren Sohn auf eine katholische Privatschule zu schicken. 1968 trennte sich Matilda Basquiat von ihrem Mann und ihren Kindern. Jean-Michel hatte keine Freunde; meistens spielte er mit Kindern, die auch keine Freunde hatten. Mit elf Jahren sprach er neben amerikanischem Englisch fließend Französisch und Spanisch. Besuchte seine psychisch erkrankte Mutter ihre Kinder, blieb sie mit ihnen auf den Treppenstufen vor dem Haus sitzen.
Ab 1974 bis 1976 lebte er mit seinen Schwestern und seinem Vater in Puerto Rico. Zurück in Brooklyn, lief er nach Problemen mit seinem Vater für einige Tage von zu Hause weg. Er kam auf die City As School für talentierte Jugendliche mit Problemen. Die Schüler werden dort besonders gefördert. 1977 lief Basquiat erneut von zu Hause weg.

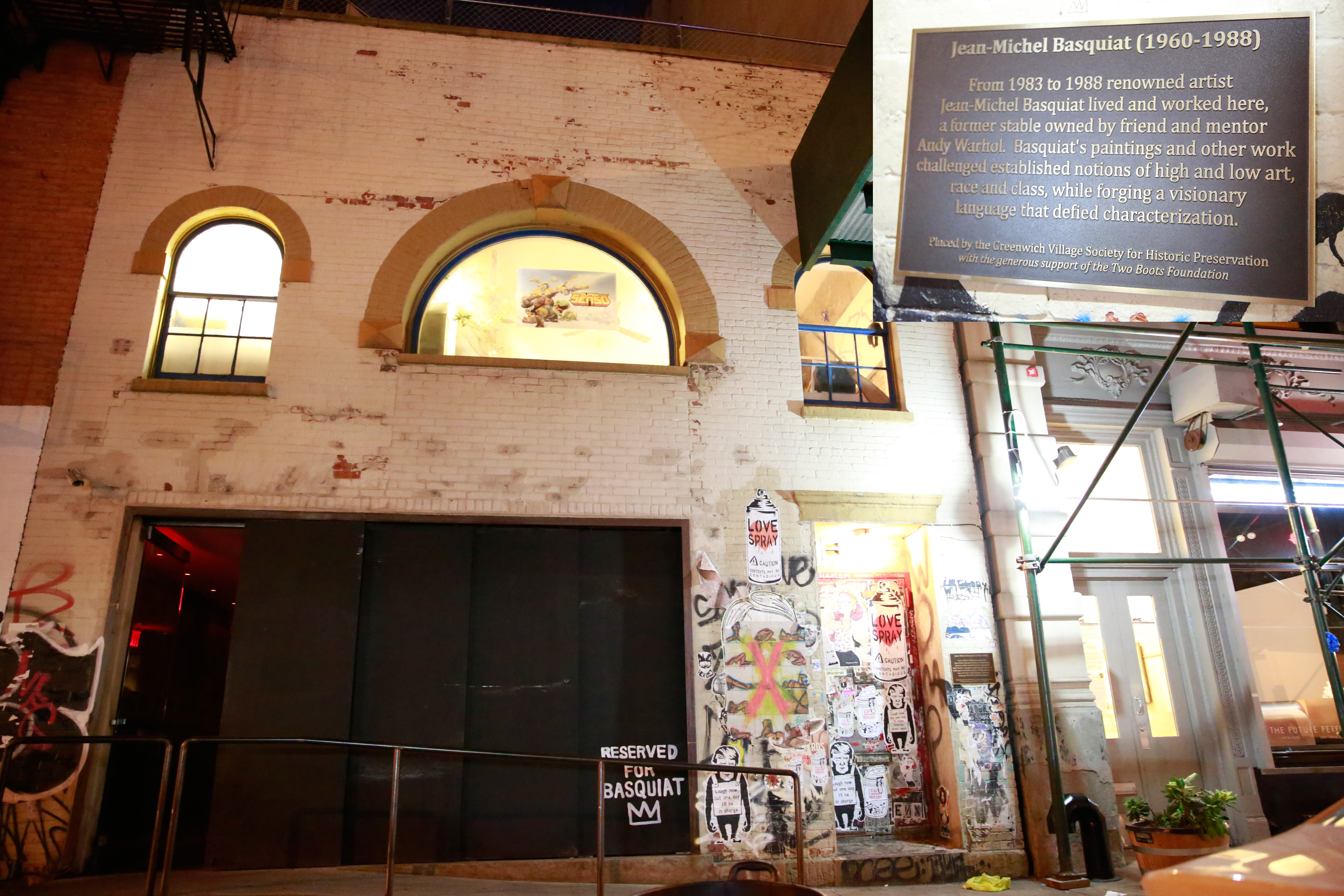
Wohnhaus Basquiats in der Great Jones Street 57, New York, mit Gedenktafel (2016)

Ab April 1979 spielte er Klarinette und Synthesizer in der Noise-Band Gray, die in Clubs wie dem Max’s Kansas City, CBGB, Hurrah im Mudd Club und bei Arleen Schloss auftrat. Die Band hatte zuvor auch die Namen Test Pattern, Bad Fools, und Channel 9. Basquiat gab der Band den Namen Gray, nachdem er das Buch Gray’s Anatomy von seiner Mutter erhielt. Ab 1979 war Basquiat zusammen mit Walter Steding, Debbie Harry, Chris Stein und Klaus Nomi, mit dem er auch eine kurze Affäre hatte, regelmäßiger „TV-Party“-Gast, einer wöchentlich ausgestrahlten Underground-Punk-Rock-Show mit Glenn O’Brien, dem Musikkritiker des Magazins Interview von Andy Warhol. Durch Glenn O’Brien lernte er Warhol kennen.
Bis 1981 lebte er in Soho abwechselnd bei Freunden und Freundinnen, bevor er sich 1982, durch den Verkauf von Bildern zu Geld gekommen, die erste eigene Wohnung leisten konnte. Diese bewohnte er mit seiner Lebensgefährtin Susanne Mallouk. Er malte täglich im Souterrain der Galerie von s Nossei, seiner Galeristin. Dort produzierte er in atemberaubendem Tempo Bilder, die teilweise noch vor Fertigstellung verkauft wurden.
1982 war er mit 21 Jahren der bis heute jüngste Teilnehmer einer documenta (documenta 7). Ungefähr zu dieser Zeit ging er mit der damals noch unbekannten Sängerin Madonna eine Beziehung ein. 1983 mietete er von Andy Warhol ein Haus auf der Great Jones Street, in dem er lebte und arbeitete. Ausstellungen in Museen und Galerien weltweit machten sein Werk immer bekannter. 1984 wechselte er zur Mary Boone Gallery, einer der angesehensten Galerien in New York. „I wanted to be in a gallery with older artists“, so Basquiat. Laut McGuigan wollte er aber vor allem die diffamierenden Vergleiche der Kunstkritiker zu Graffiti beenden und ein „etablierter“ Künstler werden, denn, so Fred Braithwaite aka Fab 5 Freddy: “Graffiti had become another word for nigger.”
Basquiat beendete 1986 die Zusammenarbeit mit der Mary-Boone-Galerie. Er reiste nach Deutschland, wo er in der hannoverschen Kestnergesellschaft eine Einzelausstellung hatte. In Hamburg arbeitete er zusammen mit Salvador Dalí, Keith Haring, Joseph Beuys und anderen an der Ausstattung für André Hellers Luna Luna, einem avantgardistischen Vergnügungspark.
Als Andy Warhol im Februar 1987 starb, geriet Basquiat in eine schwere Krise. Ab Juni 1987 war der New Yorker Kunsthändler Vrej Baghoomian sein Galerist, jedoch stellte Basquiat über ein Jahr lang nicht mehr aus. 1988 zeigte Basquiat in der Galerie Vrej Baghoomian seine letzten Bilder, in denen er durch Referenzen an das Sterben durch die wiederholten Worte MAN DIES in den „Eroica“-Bildern und dem Bild Riding with Death den Tod thematisierte.

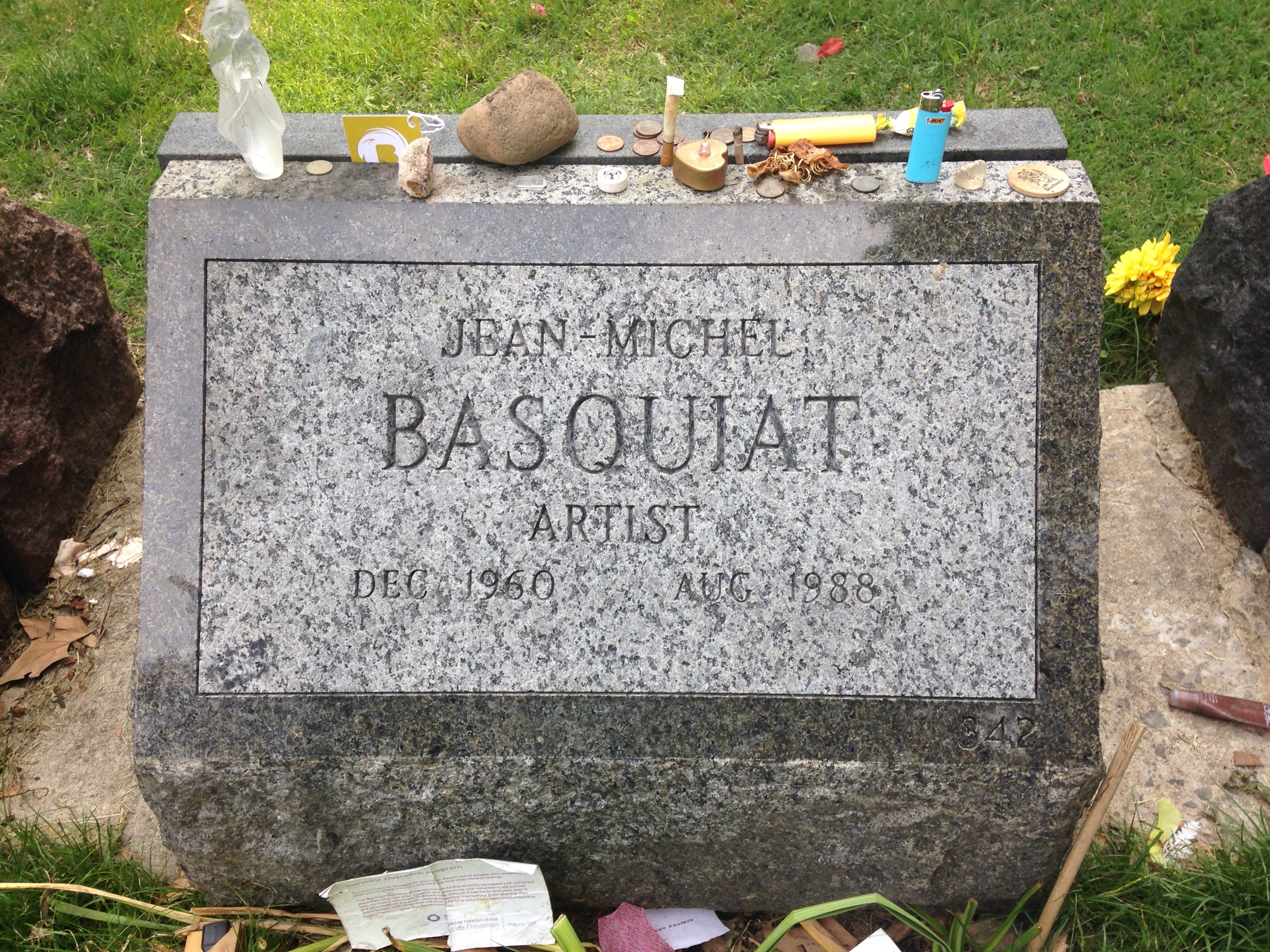
Basquiats Grab auf dem Green-Wood Cemetery, Brooklyn, New York (2015)

Mit dem Künstler Ouattara Watts, den er Anfang 1988 in Paris kennengelernt hatte, plante Basquiat, am 19. August 1988 nach Abidjan, Elfenbeinküste, in dessen Heimat zu fliegen. Dort sollten ihn Schamanen von seiner Drogensucht befreien.
Die Flugtickets blieben unbenutzt; am 12. August 1988 starb er an einer Überdosis Heroin. Er hinterließ mehr als 1000 Gemälde und Objekte sowie 2000 Zeichnungen. In einem seiner letzten Notizbücher notierte er, ein Saxofon kaufen zu wollen.

„Als er starb, war mir sofort klar, welches Szenario herhalten musste, um ihn mit Erklärungen in den Griff zu bekommen: zu viel in zu kurzer Zeit, eine disziplinlose Gier nach Leben. Es ist das Wesen der Medienbestie, das Komplexe zu simplifizieren, dass es bis zur Unkenntlichkeit entstellt wird.“

## „SAMO©“

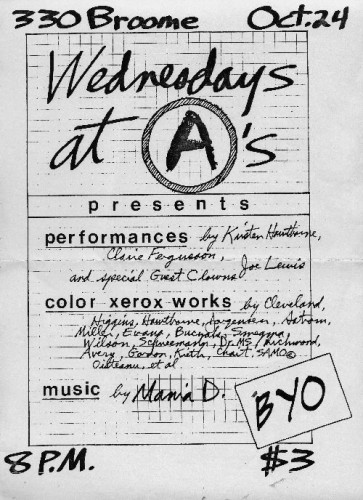
SAMO© color xerox work bei A’s, Arleen Schloss, 1979

Zusammen mit seinem Schulfreund Al Diaz schrieb er ab 1977 auf Häuserwände des Galerienviertels Soho poetische und oft kritische Phrasen wie SAMO© as an end to playing art, SAMO© as an end to mindwash religion, stop running around with the radical chic playing art with daddy’s dollars, die er mit dem Pseudonym SAMO© signierte. SAMO© ist eine Abkürzung für same old shit, was in der afro-amerikanischen Umgangssprache für die unveränderten rassistischen Verhältnisse in den Vereinigten Staaten steht.
Die geheimen SAMO-©-Botschaften bewegten die New Yorker Kunstszene, die über ein Jahr lang rätselte, wer hinter den Botschaften mit dem Pseudonym SAMO© stehen könnte. Man vermutete einen weißen Vertreter der Conceptual Art, erklärte der Rapper Fab 5 Freddy im Interview Magazin. Basquiat und Diaz achteten darauf, ihre Graffiti dort anzubringen, wo sie von Liebhabern der neuesten Kunst gesehen werden konnten.
Basquiats frühe Samo©-Graffiti können eher als eine Art „Anti-Graffiti“ zur bestehenden New Yorker Graffiti beschrieben werden, er schrieb in einem bewusst ungekünstelten Duktus, der sich durch eine ironische, gebildete und raffinierte Beobachtung der Realität auszeichnete.
Das Geheimnis um SAMO© lüftete im Dezember 1978 das Stadtmagazin Village Voice mit dem Artikel The SAMO Graffiti .. Boosh Wah oder CIA?
Im Januar 1979 trennten sich Basquiat und Al Diaz. Basquiat stellte am 24. Oktober 1979 unter seinem Pseudonym SAMO© bei Arleen Schloss XEROX-Arbeiten aus.
Der Schriftzug Samo© as a neo art form gilt heute als die Geburtsstunde einer konzeptuellen Graffiti-Kunst. Das Copyright-Zeichen © war ein Spiel mit Marke und Kommerz; so wollte Basquiat die Kunstszene von Soho provozieren. Die Kunsthistorikerin Catherine Hug (Kunsthalle Wien) sieht in Samos Graffiti-Aphorismen Interventionen, die wie eine politische Verschwörungskampagne inszeniert wurden.
„SAMO“ war Titel seiner ersten Ausstellung in Europa in der Galerie Mazolli in Modena 1981.
Eine endgültige Auslöschung des Pseudonyms sieht der Kunsthistoriker Dieter Buchhart im 1981 entstandenen Gemälde Cadillac Moon, in dem „Samo©“ durchgestrichen und „Jean-Michel Basquiat“ dagegengesetzt ist. Die „Samo-ism“ sind aus dem New Yorker Stadtbild verschwunden. 1979 schrieb Basquiat ein „Samo-ism“ in den Koffer einer Saxophonistin, das bis heute erhalten ist. Henry Flynt, amerikanischer Philosoph und Künstler, fotografierte die geheimen Botschaften Ende der 1970er Jahre und bewahrte sie so für die Nachwelt auf.

## Kunsthistorische Einordnung
Die gestische und unmittelbare Arbeitsweise Basquiats hat oft dazu geführt, dass seine Malerei als Neoexpressionismus bezeichnet wurde. Der Schichtenaufbau der Gemälde, deren Oberflächenverletzungen, die Zusammenarbeit mit Andy Warhol, das Sampeln eigener früherer Bildideen und das Wechselspiel von radikaler Leere und Horror vacui, stehen dagegen.
Seine Bilder erinnern teilweise an afrikanische Volkskunst, teilweise an ein Sammelsurium der Straßen- und Gebrauchskultur nordamerikanischer Großstädte. Ähnlich mannigfaltig sind die Materialien und Techniken, die er verwendete. Er konnte alles zur Produktion von Bildern verwenden.
Er benutzte in seinen Arbeiten vorgefundene Worte, Zeichen und Piktogramme, die er facts nannte. „Meine Facts hole ich mir aus Büchern. Sachen über Zerstäuber, den Blues, Methylalkohol, Gänse im ägyptischen Stil. Ich beziehe meine Anregungen aus Büchern. Was mir gefällt, erscheint in meinen Bildern. Ich übernehme nicht die Verantwortung für meine Facts. Sie existieren ohne mich. Eine Speisekarte in einem Restaurant ist ein Bild. Vielleicht esse ich den Schweinebraten nicht, aber sein Bild lebt weiter. Das Menü, die Schrift, sie existieren weiter ohne mich“.
Das Verbinden verschiedener bildgebender Elemente ist ein integraler Bestandteil der Kunst Basquiats. Seine Bilder sind in der Regel mit Wörtern, Buchstaben, Zahlen, Piktogrammen, Logos, Symbolen, Karten, Grafiken und mehr bedeckt.

### Stimmen zum Werk
- Keith Haring: „Er hatte Inhalte zu bieten, doch nicht nur darin hob er sich von der Graffitiszene ab. Er schrieb nicht auf U-Bahn-Waggons, sondern auf Häuserwände, dort, wo seine Streifzüge ihn hinführten. Und meistens führten sie ihn nach Soho, wo die Galerien waren und wo seine Altersgenossen und Seelenverwandten lebten und herumhingen.“[29]
- Jean-Michel Basquiat über sich selbst: „Mein Werk hat nichts mit Graffiti zu tun, die meisten Leute sind einfach nur Rassisten … und sie reden endlos über Graffiti, obwohl ich mich selbst gar nicht für einen Graffitikünstler halte. Sie haben dieses Bild von mir: der Wilde auf der Flucht, der wilde Affenmensch oder was zum Teufel sie auch denken“, im Interview mit Tamra Davis 1986.[30]
- Susanne Reichling: Basquiat verstand sich selbst nicht als Maler, sondern als ein „Schreiber“ von Listen, Tafeln und „Vokabelheften“. Die vorschnelle, jedoch populäre Einordnung Basquiats in den Kontext der Malerei der Achtzigerjahre als Graffitikünstler oder Neoexpressionist verkenne die Vielfältigkeit und Bedeutung seiner Werke.[31]
- Um seine Bilder zu verstehen, schreibt die Essayistin Bell Hooks, müsse man bereit sein, die tragische Dimension eines schwarzen Lebens zu akzeptieren; sie bezieht sich dabei auf James Baldwins Essay The Fire Next Time (1963), „dass es für die Schrecken des schwarzen Lebens keine Sprache gibt“. Basquiats Arbeit gebe diesem Schrecken einen künstlerischen Ausdruck.[32]

## Schriftzeichen
In Basquiats Werk hat Schrift eine zentrale Rolle, die gleichwertig neben den Elementen Farbe und Figuration steht. Er bedient sich einer Reihe bestimmter Zeichen und Formen, die immer wieder auftauchen, wie das Trademark(TM)- und Copyright(©)-Zeichen sowie Hobo(Landstreicher)-Symbole.
Er streicht Wörter aus, um Aufmerksamkeit auf sie zu lenken.
Mit seiner Integration von Schrift ins Bild knüpfte Basquiat an die Tradition des Dadaismus, Futurismus und analytischen Kubismus an. Er integrierte Hip-Hop-Texte in seine Bilder, die keinen syntaktischen Zusammenhang haben. Wie Anselm Kiefer, der Schrift in seine Gemälde einfügt, „um diese mit geschichtlichen, mythologischen oder literarischen Kontexten zu verbinden“, so ähnlich benutzte auch Basquiat die Schrift, um „auf Dinge, Ereignisse und Zustände innerhalb und außerhalb des Bildraums“ zu verweisen. Die Schrift in seinen Werken ist größtenteils in englischer, vereinzelt auch in deutscher, französischer und spanischer Sprache.

## Kollaboration Warhol, Basquiat, Clemente

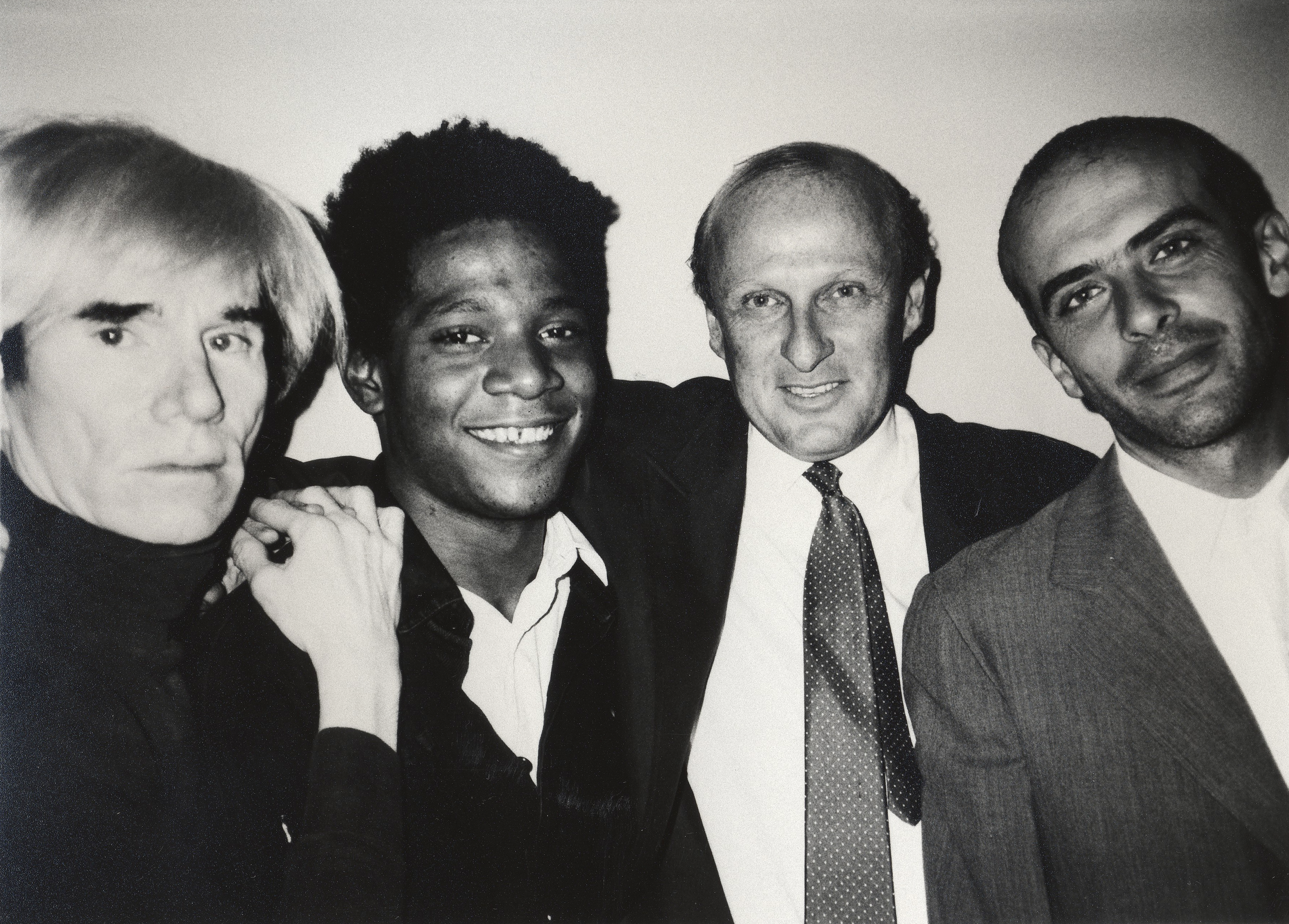
V. l. Andy Warhol, Jean-Michel Basquiat, Bruno Bischofberger und Francesco Clemente, New York, 1984

Der Galerist Bruno Bischofberger regte 1983 eine Zusammenarbeit seiner von ihm vertretenen Künstler an. Andy Warhol, als Vertreter der Pop-Art, brachte Grafisches und Serielles in einem klaren, oft kühl wirkenden Stil in die Collaboration mit ein. Der temperamentvolle Gegenpol kam von Jean-Michel Basquiat mit einer wütend ausdrucksvollen Geste, einer Mischung aus Symbolen, Piktogrammen und Buchstaben. Die traumhaften, mystischen, fast surrealen Anteile im gemeinsamen Werk kommen von Francesco Clemente, einem Vertreter der Transavanguardia. Die „Collaboration“ zeigt den Grundgedanken der Pop-Art – nämlich die abstrakte Kunst durch trivialisierte, gegenständliche Inhalte abzulösen, die Banalität des Alltags, die Konsum- und Werbewelt in der bildenden Kunst zu etablieren.

## Rezeption
Das New Yorker Kritikerlager war in die euphorischen (linken) Anhänger und die zumeist konservativen Feinde Basquiats aufgeteilt.
Die afro-amerikanische Feministin bell hooks nahm in ihrem Essay Altars of Sacrifice. Remembering Basquiat 1993 zu der Basquiat-Retrospektive im Whitney Museum von 1992 Stellung und kritisierte vor allem die missverstandene Rezeption Basquiats unter weißen Kunstkritikern.
„Weil er schwarz und jung ist, werden einige Kritiker nicht widerstehen können, Basquiat mit den offensichtlicheren Formen von schwarzer oder puerto-ricanischer Straßenkunst in New York in Verbindung zu bringen.“
Renommierte Kunstkritiker wie Hilton Kramer und Robert Hughes sehen in Basquiat einen wenig talentierten Künstler, einen Graffitimaler, der von der New Yorker Kunstszene nach oben „gejubelt“ worden sei, Hilton Kramer (New York Times) erklärte 1985 in einem Filminterview: „Basquiats Bedeutung ist so gering, dass sie praktisch null ist“. Robert Hughes schrieb nach Basquiats Tod den Artikel Jean-Michel Basquiat. Requiem for a featherweight („Requiem für ein Federgewicht“).
Basquiats erste große Retrospektive im Whitney Museum, New York 1992, nannte Hilton Kramer A Desaster. Robert Hughes schrieb: „Das Leben war so traurig und kurz und die Kunst, die daraus so beschränkt hervor kam, lässt es unfair erscheinen, näher darauf einzugehen“. Rammellzee, New Yorker Hip-Hop Musiker und Künstler: „Wir wurden als Graffitikünstler bezeichnet, er jedoch nicht.“
Jean-Michel Basquiat verkörperte durch sein Leben und Werk die Synthese von afrikanischer, karibischer, afro-amerikanischer, weißer amerikanischer und europäischer Kultur.
Ein angemessenes Studium seiner Arbeiten bewegt sich zwischen dem Situieren seines Lebens und Werks innerhalb der New Yorker Subkultur der frühen achtziger Jahre und einem „akademischen“ Lesen seiner Bildinhalte, wie Greg Tate in seinem Katalog-Essay Black Like B. von 1992 feststellt: „Basquiat was … a populist postmodernist. He belongs to a black tradition, well established by our musicians, of making work that is heady enough to confound academics and hip enough to capture the attention span of the hip-hop nation.“

## Kunstmarkt
Die Werke Basquiats zählen zu den gefragtesten Kunstobjekten des 20. Jahrhunderts. 2008 wurde sein 1982 entstandenes Werk Untitled (Boxer) bei einer Auktion in New York vom Auktionshaus Christie’s für rund 13,5 Millionen US-Dollar an einen Unbekannten verkauft. Der frühere Besitzer war der Metallica-Drummer Lars Ulrich. Einer der höchsten Preise für eine Basquiat-Arbeit liegt bei 14,6 Millionen US-Dollar für sein Untitled (Pecho/Oreja), das 2007 von der Rockband U2 zur Versteigerung freigegeben wurde. Ein 1982 in Italien entstandenes namenloses Selbstporträt wurde im Mai 2016 vom Auktionshaus Christie’s für 57,3 Millionen Dollar (50,37 Millionen Euro) an einen anonymen asiatischen Sammler versteigert, was damals einen Rekordpreis für ein Werk von Basquiat bedeutete. Am 18. Mai 2017 wurde ein Werk Basquiats von Sotheby’s für den neuen Rekordpreis von 110,5 Millionen Dollar (99,4 Millionen Euro) versteigert. Das Bild Untitled ging an den japanischen Milliardär Yusaku Maezawa. Es ist das erste nach 1980 entstandene Bild, das für mehr als 100 Millionen Dollar gehandelt wurde. Ein weiteres Bild von Basquiat mit dem Titel Untitled aus dem Besitz von Yusaku Maezawa wurde am 18. Mai 2022 vom Auktionshaus Phillips für 85 Millionen Dollar (80 Millionen Euro) in New York versteigert.
Johnny Depp, Dave Stewart (Eurythmics), Dennis Hopper, John McEnroe, Madonna und Leonardo DiCaprio gehören unter anderen zu den Sammlern seiner Werke.
Der große Teil seiner besten Arbeiten ist in der Hand weniger Sammler wie Peter Brant, Eli Broad, Philippe Niarchos, Dennis Scholl und der Sammlerfamilie Mugrabi, die sehr viele Werke besitzt. Alberto „Tico“ Mugrabi (1970) ließ sich die Basquiat-Krone auf sein Handgelenk tätowieren.

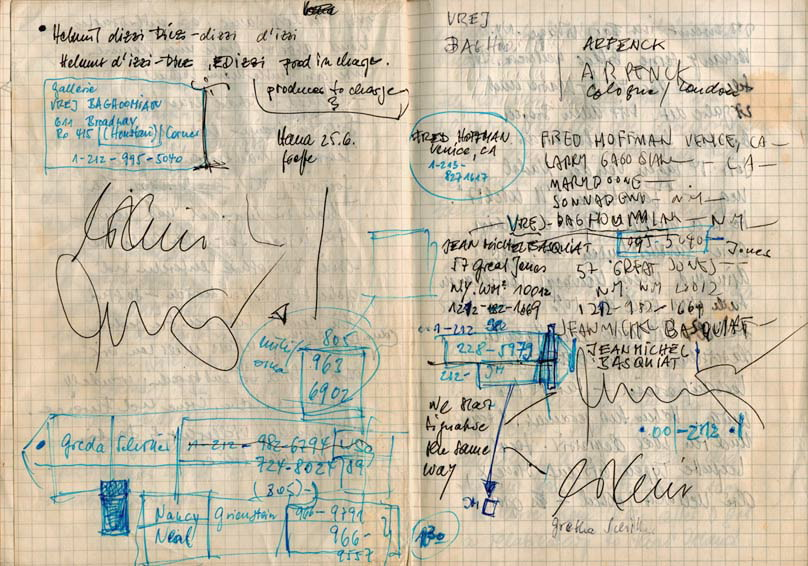
Der „contract of fiction“, den Basquiat und Diez am 25. Juni 1988 in Hāna auf Maui (Hawaii) schlossen

Mit dem deutschen Unternehmer und Künstler Helmut Diez entwickelte Basquiat von Juni 1988 bis zu seinem Tod ein Konzept für eine Association of Painters, die Patenschaften von jungen Künstlern durch weltbekannte zum Gegenstand hatte.

## Fälschungen
Vrej Baghomian, Basquiats letzter Kunsthändler, veräußerte 1994 an den Händler Daniel Templon mehrere angebliche Basquiat-Bilder, die dieser auf der Pariser Kunstmesse FIAC ausstellte. Ein Messebesucher entdeckte, dass diese Bilder nicht von Basquiat sein können. Das Basquiat-Autorisierungskomitee mit Gerard Basquiat, John Cheim, Jeffrey Deitch, Larry Warsh, Diego Cortez und Richard Marshall bestätigte dies. Allein Bildertitel wie Smoke Bomb, Tax-Free, Balloon, Mass Slums und Asceticism entsprachen nicht der Wortwahl des Künstlers.
Die Wiener Wochenzeitung Falter berichtete im November 2022, dass der österreichische Künstler André Heller eine originale Zeichnung von Basquiat mit einem von ihm selbst gezimmerten Rahmen versehen und als Original verkauft habe. Dies bestritt Heller in einer ersten Stellungnahme und behauptete, dass dies nur ein „kindischer Streich“ gewesen sei, um den Kunsthistoriker und Basquiat-Experten Dieter Buchhart hereinzulegen.
Im Jahr 2022 beschlagnahmte das FBI 25 Basquiat-Fälschungen in einer laufenden Ausstellung. Die Fälschung kam ans Licht, als auf der Rückseite eines der Bilder ein FedEx-Aufkleber entdeckt wurde, der nach 1994 gedruckt wurde. Aaron De Groft, der Leiter des Museums wurde darauf entlassen.

## Filmografie
- Im Film New York Beat spielte Basquiat die Hauptrolle. Den Film, der 2010 unter dem Titel Downtown 81[57] publiziert wurde, sah er nicht, „sie haben mich von der Durchsicht des gedrehten Filmmaterials immer ferngehalten“.[58]
- Im Blondie-Videoclip „Rapture“ spielte Basquiat einen Discjockey, der durch das Tragen bayerischer Landmode einen optischen Gegenpol zu Debbie Harry bildet.[59]

## Verschiedenes

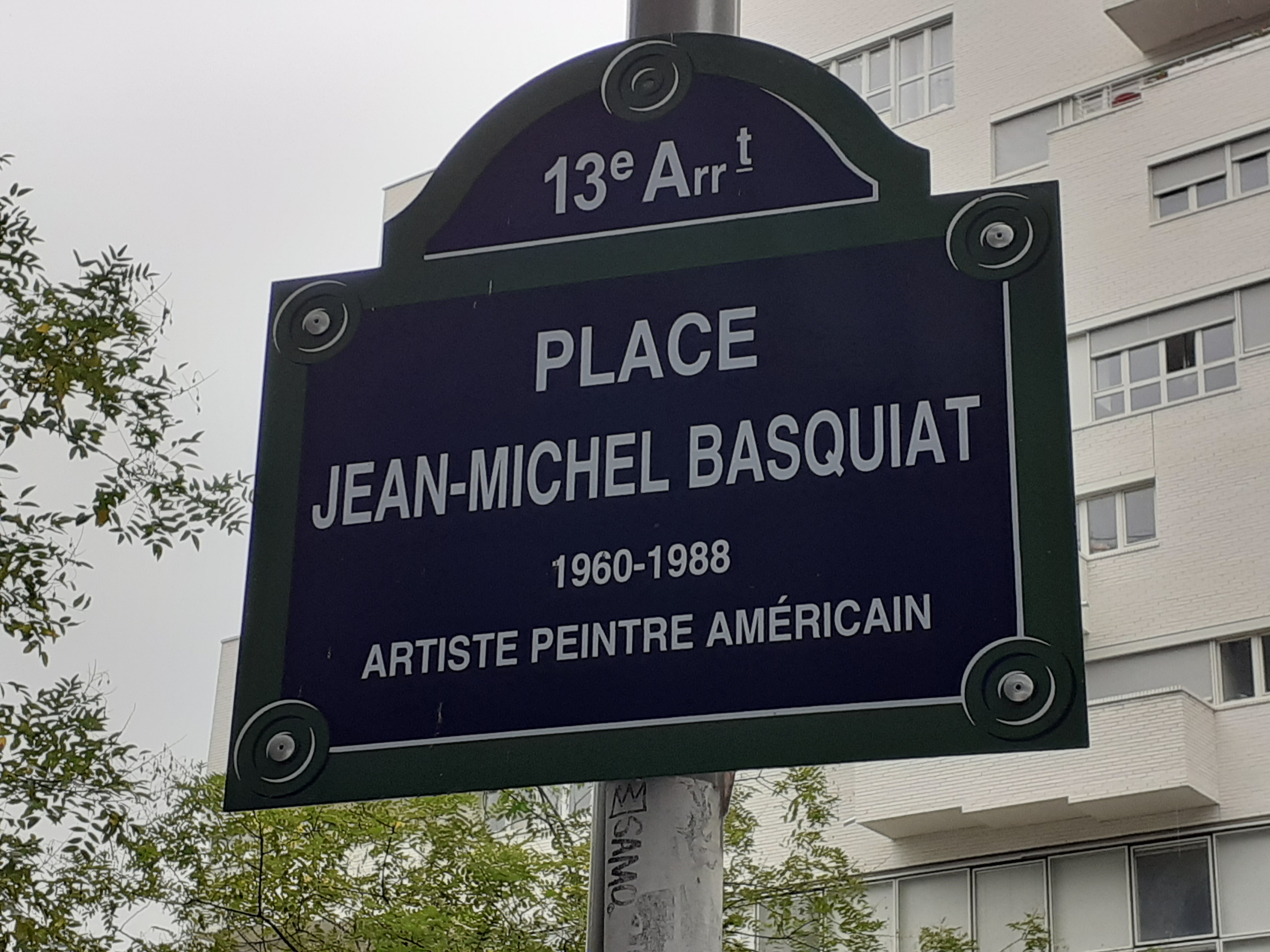
Place Jean-Michel Basquiat, Paris

- Der Dichter Kevin Young widmete 1991 mit To Repel Ghosts, Basquiat ein Kompendium von 117 Gedichten.[60]
- Der Dichter M.K. Asante widmete 2005 Basquiat das Gedicht SAMO in seinem Buch Beautiful. And Ugly Too.
- Julian Schnabel drehte einen Film über den Künstler mit dem Titel Basquiat (1996).
- Der Jazz-Bassist Lisle Ellis schrieb 2007 das Sucker Punch Requiem – An Homage to Jean-Michel Basquiat.
- 2010 produzierte Tamra Davis einen Dokumentarfilm über Basquiat mit dem Titel The Radiant Child.
- Von Jean-Michel Vecchiet wurde 2013 im Schweizer Fernsehen SRF die Dokumentation Jean-Michel Basquiat – Portrait des Graffitikünstlers gezeigt.
- 2016 präsentierte die deutsch-vietnamesische Mode-und-Kunst-Studentin Tra My Nguyen ihre 19601988 - This is an hommage to Jean-Baptiste Basquiat (1960–1988)[61]
- 2017 zeigte BBC Two die Dokumentation Basquiat – Rage to Riches von David Shulman.
- Basquiats Gemälde Bird On Money (1981) ziert das Plattencover des sechsten Studioalbums der New Yorker Band The Strokes (The New Abnormal, 2020).

## Retrospektiven
Im Oktober 1992 bis Februar 1993 zeigte das Whitney Museum of American Art die erste „Jean-Michel Basquiat“-Retrospektive, die danach in Texas, Iowa und Alabama ausgestellt wurde. Der Katalog zu dieser Ausstellung bietet einen differenzierten Blick zur Arbeitsweise und zum Stil Basquiats und gilt als relevante Quelle.
2005 zeigte das Brooklyn Museum von März bis Juni „Basquiat“, eine Ausstellung, die später nach Los Angeles und Houston ging.
Die Fondation Beyeler im schweizerischen Riehen zeigte 2010 eine Basquiat-Retrospektive, die annähernd 110.000 Besucher hatte. Anschließend wanderte die Ausstellung ins Musée d’Art Moderne nach Paris, wo mehr als 200.000 Besucher die Ausstellung sahen.
Die Schirn Kunsthalle Frankfurt zeigte von Februar bis Mai 2018 die erste Basquiat-Retrospektive in Deutschland.

## Ausstellungen (Auswahl)
- 1980: SAMO©, Arleen Schloss, New York
- 1980: Times Square Show
- 1981: New York–New Wave, Institute for Art and Urban Ressources, Long Island City, Queens / New York
- 1981: Galleria Emilio Mazzoli, Modena
- 1981: Annina Nosei Gallery, New York
- 1982: Larry Gagosian Gallery, Los Angeles
- 1982: documenta 7, Kassel
- 1982: Annina Nosei Gallery, New York
- 1982: Marlborough Gallery, New York
- 1982: Galerie Bruno Bischofberger, Zürich
- 1982: Fun Gallery, New York
- 1982: New New York, Florida-State University Art Gallery, Tallaliasse, Florida
- 1982: Metropolitan Museum & Art Center, Coral Gables, Florida
- 1982: Body Language – Current Issues in Figuration, University Art Gallery, San Diego State University, San Diego, California
- 1982: Avanguardia e Transavanguardia ’68 – ’77, Rome
- 1982: Cinque Americani, Museo Civico, Modena
- 1982: Drawings/Visions, New York, Janus Gallery, Los Angeles
- 1982: Works on Paper, Larry Gagosian Gallery, Los Angeles
- 1982: The Pressure to Point, Marlborough Gallery, New York
- 1982: Transavanguardia Italia – America, Galleria Cicica, Modena
- 1982: Still Modern After All These Years, Chrysler Museum, Norfolk, Virginia
- 1982: New York Now, Kestnergesellschaft Hannover
- 1983: Larry Gagosian Gallery, Los Angeles
- 1983: Galerie Bruno Bischofberger, Zürich
- 1983: Galerie Akira Ikeda, Tokyo
- 1983: West Beach Café, Venice, Californie
- 1983: New York Now, Kunstverein München; Musée cantonal des beaux-arts de Lausanne; Kunstverein für die Rheinlande und Westfalen Düsseldorf
- 1983: Whitney Biennale, Whitney Museum of American Art, New York
- 1983: Back to the USA, Kunstmuseum Luzern
- 1983: Artists, The Seibu Museum of Art, Tokyo
- 1983: Written Imagery Unleashed in the Twentieth Century, Fine Arts Museum of Long Island, Hempstead, Long Island / New York
- 1983: From the Streets, Greenville County Museum of Art, Greenville, South Carolina
- 1983: Paintings, Mary Boone Gallery, New York
- 1984: Mary Boone Gallery, New York
- 1984: The Fruitmarket Gallery, Edinburgh
- 1984: Institute of Contemporary Arts London
- 1984: Painting and Sculpture Today, Indianapolis Museum of Art, Indianapolis, Indiana
- 1984: American Neo-Expressionists, Aldri Museum of Contemporary Art, Ridgefield, Connecticut
- 1984: New Art, Musée d’Art Contemporain, Montréal
- 1984: Free Figuration France/USA Musée d’art moderne de la Ville de Paris
- 1985: Galerie Bruno Bischofberger, Zürich
- 1985: Museum Boijmans Van Beuningen Rotterdam
- 1985: Mary Boone / Michael Werner Gallery, New York
- 1985: XIII BIENNALE DE PARIS – Biennale de Paris, Paris
- 1986: Larry Gagosian Gallery, Los Angeles
- 1986: Galerie Bruno Bischofberger, Zürich (drawings)
- 1986: Galerie Thaddaeus Ropac, Salzburg
- 1986: Centre Culturel Français, Abidjan, Elfenbeinküste
- 1986: Kestnergesellschaft, Hannover
- 1986: Galerie Michael Werner, Köln
- 1987: Daniel Templon, Paris
- 1987: Akira Ikeda Gallery, Tokyo
- 1988: Hans Mayer Gallery, Düsseldorf
- 1988: Vrej Baghoomian, Inc., New York
- 1988: Annina Nosei Gallery, New York
- 1989: Paintings Drawings, Galerie Thaddaeus Ropac, Salzburg
- 1992: Retrospektive Whitney Museum of American Art, New York
- 1994: The Theater of Refusal: Black Art & Mainstream Criticism – Center for Art and Visual Culture, Baltimore, MD
- 1996: 23° Bienal de São Paulo – Bienal de Sao Paulo, São Paulo
- 1996: Collaborations - Warhol, Basquiat, Clemente – Kunsthalle Fridericianum, Kassel
- 1998: Poèmes à petite vitesse – Musée d’Art Contemporain Lyon, Lyon
- 1999: The American Century – Art & Culture 1900–2000 Part II – Whitney Museum of American Art, New York City
- 2000: Around 1984 – A Look at Art in the Eighties – MoMA PS1, New York City, NY
- 2000: Painting the Century: 101 Portrait Masterpieces 1900–2000 National Portrait Gallery, London
- 2001: One Planet Under a Grove: Hip Hop and Contemporary Art – Bronx Museum of the Arts, New York City, NY
- 2003: American Figures. Between Pop Art and Trans-Avantgarde – Stella Art Foundation, Moscow
- 2003: 50th International Art Exhibition Venice Biennale / Biennale di Venezia – La Biennale di Venezia, Venice
- 2005: Beautiful Losers - Contemporary Art and Street Culture – University of South Florida Contemporary Art Museum, Tampa, FL
- 2005: Basquiat – Brooklyn Museum
- 2005: El foc davall de les cendres (de Picasso a Basquiat) – Institut Valencià d’Art Modern, Valencia
- 2005: De Picasso a Basquiat – Musée Maillol – Fondation Dina Vierny, Paris
- 2005: BIG BANG – Centre Georges Pompidou – Musée National d’Art Moderne, Paris
- 2005: my private Heroes – MARTa Herford
- 2006: Basquiat – una antología para Puerto Rico – Museo de Arte de Puerto Rico, Santurce
- 2006: Basquiat 1960–1988 – Basquiat Retrospective – Shanghai Duolun Museum of Modern Art, Shanghai
- 2006: Radical NY! The Downtown show: the New York art scene, 1974–1984 and abstract expresionism: 1940–1960 – Austin Museum of Art – AMOA, Austin, TX
- 2006: THE 1980s – A TOPOLOGY – Museu Serralves – Museu de Arte Contemporânea, Porto
- 2006: The Downtown Show: The New York Art Scene, 1974–1984 – The Andy Warhol Museum, Pittsburg, PA
- 2006: Sound & Vision – Museo della Città, Perugia
- 2007: Schönwahnsinnig – Stiftung Schleswig-Holsteinische Landesmuseen – Schloss Gottorf, Schleswig
- 2007: Crossing Currents – The Synergy of Jean-Michel Basquiat and Ouattara Watts – Hood Museum of Art, Hanover, NH
- 2007: Jean-Michel Basquiat: Works on Paper – Van de Weghe Fine Art, New York City, NY
- 2007: Basquiat in Cotonou – Fondation Zinsou, Cotonou
- 2007: POP ART 1960’s to 2000’s – Hiroshima City Museum of Contemporary Art, Hiroshima
- 2007: Von Klimt bis Krystufek – Museum der Moderne Salzburg, Rupertinum
- 2007: Panic Attack! – Art in the Punk Years – Barbican Centre, London
- 2012: Ménage à trois – Kunst- und Ausstellungshalle der Bundesrepublik Deutschland, Bonn
- 2012: Meneer Delta – Museum Boijmans Van Beuningen, Rotterdam
- 2012: God Save the Queen: Punk in the Netherlands 1977–1984 – Centraal Museum, Utrecht
- 2013: Warhol / Basquiat – Bank Austria Kunstforum Wien, Wien
- 2015: NOW´S THE TIME – Guggenheim Museum, Bilbao
- 2017/2018: Boom for Real – Barbican Centre, London, und Schirn Kunsthalle Frankfurt am Main
- 2018/2019: Schiele / Basquiat - Fondation Louis Vuitton, Paris
- 2019: Basquiat – The Artist and his New York Scene - Museum im Glaspalast Schunck, Heerlen
- 2022: Basquiat – Die Retrospektive – Albertina, Wien
- 2023: Basquiat. The Modena Paintings. Fondation Beyeler, 11. Juni – 27. August 2023[68]
- 2023: Basquiat x Warhol. Painting 4 Hands. Fondation Louis Vuitton, 5. April – 28. August 2023
- 2024: Basquiat - "Jean-Michel Basquiat. Engadin", Hauser & Wirth, St. Moritz 14. Dezember 2024 – 29. März 2025[69]